# Jean-Baptiste Allard
Pour les articles homonymes, voir Allard.
Jean-Baptiste Allard (Jean Alliot), né le 25 avril 1904 à Avessac et mort le 13 décembre 1986 à Guémené-Penfao, est un policier et résistant français.

## Biographie
Il devient gardien de la paix en mars 1928. Au début de la seconde guerre mondiale inspecteur chargé des transmissions. Il rejoint à plein temps dès mai 1942 la résistance intérieure comme agent P2. 
Il rejoint l'Angleterre le 7 février 1943 en compagnie de trois autres membres du réseau de résistance intérieure Alliance comme lui. Le départ est de Carantec. Après un séjour au camp de filtrage des étrangers (Patriotic School), il rejoint les FFL. Il est révoqué de ses fonctions dans la Police le 22 février 1943.
Volontaire pour opérer en France, il rejoint le BCRA le 22 mars 1943, et effectue une formation de parachutiste. Avec Albert Billard, il part en mission en septembre 1943 comme opérateur radio, indicatif Indou. Ils sont parachutés de nuit entre Angers et Château-Gontier. Ils s'établissent dans un premier temps, à Laval où ils avaient des contacts. Le but est d'organiser le réseau radio du DMR de la région M.
Via la Résistance, ils créent un réseau de renseignements et d'action chargé des liaisons avec les représentants du délégué militaire de la région Bretagne-Normandie, d'assurer la boîte aux lettres et de trouver les emplacements pour émettre vers Londres. L'équipe localisée à Saint-Germain-le-Guillaume est composée de : Allard, Billard, Marcel Marquot, Hubert Hareau, Michel Maillard, Armand Daligault. Après avoir assuré l'acheminement des messages radio du DMR sur Londres, le groupe reçoit l'ordre, en décembre 1943, de quitter le secteur suite de nombreuses arrestations au sein de la résistance mayennaise. 
L'équipe Indou se transporte alors en Eure-et-Loir, à La Loupe, tandis que le radio Billard rejoint le maquis de Saint-Marcel. Fin mai 1944, il se joint au maquis de l'Eure avec lequel il coordonne son action en fonction des instructions de Londres. Il poursuit son travail pendant les combats menés par le maquis, puis doit rejoindre le Bec-Hellouin en Normandie: il renseigne sa centrale sur le trafic fluvial, routier et ferroviaire et obtient le bombardement d'objectifs militaires.
Il organise des sabotages. Allard devient successivement sergent-chef, puis aspirant. 
Sa mission se termine le 27 août 1944, par son retour vers Londres. Il est alors un des huit plus méritants radios de l'action clandestine. Il rejoint la Direction générale des études et recherches, successeur du BCRA en octobre 1944, puis gagne Paris le 20 février 1945.
Volontaire pour l'Extrême-Orient, il arrive à Calcutta le 5 mai 1945. Il est parachuté pour une mission au Laos, près de Luang Prabang, le 23 septembre. Il revient à Saïgon le 6 février 1946, puis rejoint la France ou il est démobilisé le 3 mai. Il rejoint son poste à la Préfecture de Police, où il est réintégré comme inspecteur principal. Il prend sa retraite en juin 1946.